# 汉娜·永贝里
汉娜·永贝里（瑞典語：Hanna Ljungberg，1979年1月8日—），瑞典女子足球运动员。她曾代表瑞典国家队参加1999年、2003年和2007年国际足联女子世界杯。她也曾参加1996年、2000年和2004年夏季奥运会。